# Scotophaeus nyrensis
Scotophaeus nyrensis är en spindelart som beskrevs av Simon 1909. Scotophaeus nyrensis ingår i släktet Scotophaeus och familjen plattbuksspindlar. Inga underarter finns listade i Catalogue of Life.